# Otonica
Otonica este o localitate din comuna Cerknica, Slovenia, cu o populație de 23 de locuitori.